# کوبرات (شهر)
کوبرات شهری در استان رازگراد کشور بلغارستان است که جمعیت آن در سال ۲۰۰۱ میلادی ۹٬۰۴۵ نفر بوده‌است.